# 西奧茨坎普 (加利福尼亞州)
西奧茨坎普是位於美國加利福尼亞州埃爾多拉多縣的一個非建制地區。該地的面積和人口皆未知。

## 地理
西奧茨坎普的座標為38°47′10″N 120°09′13″W / 38.78611°N 120.15361°W，而該地的平均海拔高度為1725米（即5659英尺）。